# Кузьмін Олександр Опанасович
Олександр Опанасович Кузьмін (21 лютого 1896 - †?) - підполковник Дієвої армії УНР.

## Біографія
Народився у м. Стодихва  Ковенського повіту Віленської губернії. Останнє звання у російській армії — поручик кінноти.
У 1919 р. — старшина 1-го Окремого запасного залізничного куреня Дієвої армії УНР. 
У грудні 1919 р. — серед українських вояків, інтернованих польською владою у Луцьку. 
У 1920 р. — командир сотні 4-го кінного полку Окремої кінної дивізії Армії УНР. 
З 15 квітня 1921 р. — командир 6-го кінного полку Окремої кінної дивізії. 
З 1923 р. жив на еміграції у Познані. 
Подальша доля невідома.